# Cyriocosmus hoeferi
Espèce
Cyriocosmus hoeferi est une espèce d'araignées mygalomorphes de la famille des Theraphosidae.

## Distribution
Cette espèce est endémique de l'État d'Amazonas au Brésil,. Elle se rencontre vers Manaus.

## Description
Le mâle holotype mesure 10,3 mm et la femelle paratype 14,1 mm.

## Étymologie
Cette espèce est nommée en l'honneur d'Hubert Höfer.

## Publication originale
- Kaderka, 2016 : The Neotropical genus Cyriocosmus Simon, 1903 and new species from Peru, Brazil and Venezuela (Araneae: Theraphosidae: Theraphosinae). Journal of Natural History, vol. 50, no 7-8, p. 393-465.